# Allen Point
Der Allen Point ist die südöstliche Landspitze von Montagu Island im Archipel der Südlichen Sandwichinseln. Sie markiert die südöstliche Begrenzung der Einfahrt zur Phyllis Bay.
Entdeckt wurde Montagu Island bereits 1775 im Zuge der Zweiten Südseereise (1772–1775) des britischen Seefahrers und Entdeckers James Cook, doch erst in den zwischen 1819 und 1820 entstandenen Karten des deutsch-baltischen Antarktisforschers Fabian Gottlieb von Bellingshausen ist das Kap verzeichnet. Eine geodätische Vermessung nahmen 1930 Wissenschaftler der britischen Discovery Investigations vor. Diese benannten das Kap nach H. T. Allen, Sekretär des Colonial Service und Mitglied des Discovery Committee.